# 雷電震右エ門
雷電 震右エ門（らいでん しんえもん、1842年 - 1884年11月16日）は、能登国羽咋郡（現在の石川県羽咋市）出身で千賀ノ浦部屋（入門時は阿武松部屋）に所属した大相撲力士。本名は和吉→楠 和助。現役時代の体格は身長177cm、体重125kg。得意手は突き、押し。最高位は大関。

## 来歴
史上最強と言われる雷電爲右エ門引退後、ただ一人雷電の四股名を名乗った人物である。彼以後、雷電の名を名乗る力士はおらず、止め名となっている。
文久2年（1862年）ごろ江戸に出て、3代阿武松（元松ヶ枝）のもとに入門したと伝わる。元治元年（1864年）4月場所に序ノ口から初土俵。四股名は初め「槇割」、のち「里神楽」から「北ノ浦」、「兜山」と次々替わるが実力は高く評価されており、まだ入幕もしていないのに姫路藩お抱え力士になったほどである。ある場所で好成績を挙げた際、藩主酒井候から羽織を賜ったことがあった。家紋を聞かれたものの兜山は家紋を知らなかったため、輪（和）の中に「介」一文字を入れたものを家紋としたという。
期待に違わぬ出世を見せ、明治3年（1870年）3月場所で入幕した。以後明治10年（1877年）1月場所で大関に昇進するまでの7年間で、わずか6敗しかしていない。明治5年（1872年）から明治7年（1874年）までの3年間は34勝無敗（7分3預6休）である。この3年間を含め43連勝を記録している。明治6年（1873年）4月場所より「雷電震右エ門」を名乗るが、決して名前負けしていない成績といえる。なお43連勝は雷電為右衛門と並んでの歴代8位タイの戦績となる。
しかし大関になってからは病に苦しみ、わずか2場所で大関から陥落、次第に番付を下げて明治14年（1882年）5月場所を最後に引退した。
色黒で筋骨隆々とした体躯、肩幅が人並み外れて広く怪力だった。この身体的特徴を生かしての突き押しに威力があった。明治前期の超強豪梅ヶ谷をもってしても当初は歯が立たず、歴史に残る58連勝は雷電に敗れた翌明治9年（1876年）4月場所からのことである。四つ身でも実力を発揮したが、相手に上手を取られると脆さを見せた。当時の力士にしては珍しく「飲む、打つ、買う」を一切やらず、相撲一途の生活を送っていたという。強さに加え品行方正でありながら、横綱の声はついに掛からなかった。美貌を謳われた朝日嶽、綾瀬川に比べると風貌で劣り、人気はもう一つだったらしい。
大関を陥落した明治10年12月場所から四股名を「阿武松和助」と改めた。本人は師匠の阿武松の名跡を継ぎたいと願うも、4代阿武松を継ぐ兄弟子の小柳常吉（関脇）が改正組事件の際に高砂浦五郎 (初代)と同道、その門下となったためやむなく四股名として名乗ったものである。引退後、4代阿武松が死亡していたため阿武松和助の名のまま年寄になったが早逝、しばらく経って遺弟子の十両兜山亥之助が2代阿武松和助を襲名するも5代阿武松緑之助（2代高見山宗五郎、のち2代高砂）からクレームがつき芝田山と改めた。現役中に年寄無用を唱えたせいで会所と折り合いが悪かったからだといわれる。

## 主な成績
- 幕内在位：23場所
- 幕内成績：96勝18敗15分5預90休　勝率.842

### 場所別成績
| 1864年 | 東序ノ口21枚目 –         | 東序二段20枚目 –         |
| 1865年 | 東序二段9枚目 –          | 東三段目37枚目 –         |
| 1866年 | 東三段目22枚目 –         | 西三段目4枚目 –          |
| 1867年 | 西幕下36枚目 –           | 西幕下23枚目 –           |
| 1868年 （明治元年） | 東幕下15枚目 –           | 東幕下10枚目 8–2         |
| 1869年 （明治2年） | 東幕下4枚目 6–3          | 東幕下筆頭 6–2           |
| 1870年 （明治3年） | 東前頭7枚目 7–1–2        | 東前頭5枚目 6–0–3 1分    |
| 1871年 （明治4年） | 東前頭3枚目 7–0–3        | 西前頭2枚目 4–2–2 1分1預 |
| 1872年 （明治5年） | 西前頭2枚目 6–0–1 2分1預 | 東小結 8–0–2             |
| 1873年 （明治6年） | 東関脇 7–0–1 2預         | 東関脇 4–0–6             |
| 1874年 （明治7年） | 東関脇 7–0–1 2分         | 東関脇 6–0–1 3分         |
| 各欄の数字は、「勝ち-負け-休場」を示す。 優勝 引退 休場 十両 幕下 三賞：敢=敢闘賞、殊=殊勲賞、技=技能賞 その他：★=金星 番付階級：幕内 - 十両 - 幕下 - 三段目 - 序二段 - 序ノ口 幕内序列：横綱 - 大関 - 関脇 - 小結 - 前頭（「#数字」は各位内の序列） |                          |                          |

| 1875年 （明治8年） | x                    | 東関脇 0–0–10           |
| 1876年 （明治9年） | 東関脇 7–2–1         | 東関脇 5–1–2 2分        |
| 1877年 （明治10年） | 西大関 5–2–2 1分     | 西大関 0–0–10           |
| 1878年 （明治11年） | 西張出小結 0–0–10    | 西張出小結 0–0–10       |
| 1879年 （明治12年） | 東張出小結 5–3–1 1分 | 東小結 6–1–2 1預        |
| 1880年 （明治13年） | 東関脇 6–2–1 1分     | 西関脇 0–0–10           |
| 1881年 （明治14年） | 西小結 0–4–5 1分     | 西前頭3枚目 引退 0–0–10 |
| 各欄の数字は、「勝ち-負け-休場」を示す。 優勝 引退 休場 十両 幕下 三賞：敢=敢闘賞、殊=殊勲賞、技=技能賞 その他：★=金星 番付階級：幕内 - 十両 - 幕下 - 三段目 - 序二段 - 序ノ口 幕内序列：横綱 - 大関 - 関脇 - 小結 - 前頭（「#数字」は各位内の序列） |                      |                         |

- 当時は十両の地位が存在せず、幕内のすぐ下が幕下であった。番付表の上から二段目であるため、現代ではこの当時の幕下は、十両創設後現代までの十両・幕下と区別して二段目とも呼ぶ。
- 二段目11枚目以下の地位は小島貞二コレクションの番付実物画像による。また当時の二段目11枚目以下の星取・勝敗数等に関する記録は相撲レファレンス等のデータベースに登録がないため、表からは省略。

### 改名歴
- 槇割
- 里神楽
- 北ノ浦 和介 - 1864年4月場所 - 1865年11月場所
- 兜山 和助 - 1866年3月場所 - 1872年11月場所
- 雷電 震右エ門 - 1873年4月場所 - 1877年6月場所
- 阿武松　和助 - 1877年12月場所 - 1881年5月場所